# Joseph Warren (Ringer)
Joseph Warren (* 13. Oktober 1976 in Grand Rapids) ist ein ehemaliger US-amerikanischer Ringer und derzeitiger Mixed-Martial-Arts-Kämpfer. Warren rang im griechisch-römischen Stil in der Gewichtsklasse bis 60 kg und wurde 2006 Weltmeister.
Er rang für den New York AC und wurde dort von Momir Petković trainiert.
Im Februar 2008 wurde Joseph Warren vom US-amerikanischen Ringerverband wegen Dopings für zwei Jahre gesperrt. Seither tritt er als Mixed-Martial-Arts-Kämpfer an und erzielte bis zum 9. September 2010 sechs Siege und eine Niederlage.

## Erfolge
- 2005, 9. Platz, WM in Budapest, GR, bis 60 kg, nach Siegen über Eric Buisson, Frankreich und Luis Liendo, Venezuela und Niederlagen gegen Ali Ashkani Agboloag, Iran und Vahan Juharjan, Armenien
- 2006, 1. Platz, Panamerikanische Meisterschaften in Rio de Janeiro, GR, bis 60 kg, vor Milton Orellana, Guatemala
- 2006, 1. Platz, WM in Guangzhou, GR, bis 60 kg, nach Siegen über Dilshod Aripov, Usbekistan, Ali Ashkani Agboloag, Wjatscheslaw Daste, Russland, Eusebiu Diaconu, Rumänien und Dawit Bedinadse, Georgien
- 2007, 1. Platz, World Cup in Antalya, GR, bis 60 kg, nach Siegen über Islambek Albijew, Russland, Saber Mirzadehj Darzi, Iran und Daniel Krymow, Ukraine